# Cabaña de Cuesta

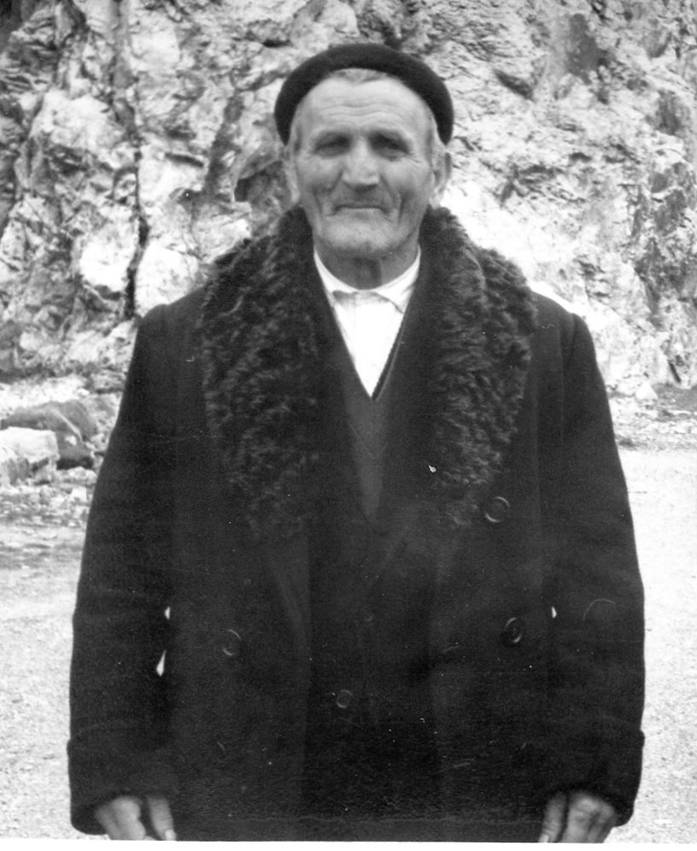
Virilo Álvarez Rodríguez. Mayoral de la cabaña de Cuesta, ya retirado del pastoreo.

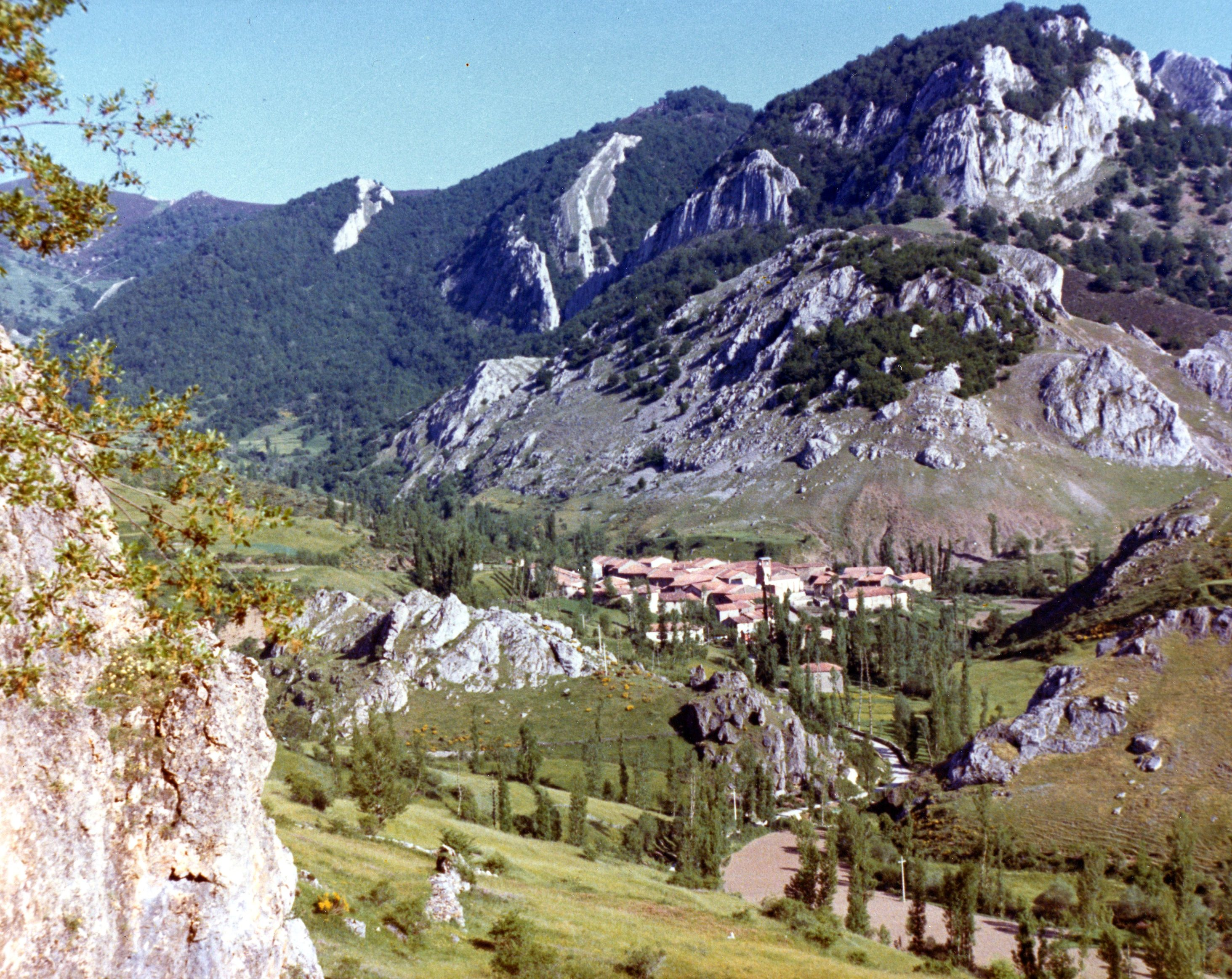
Remolina.

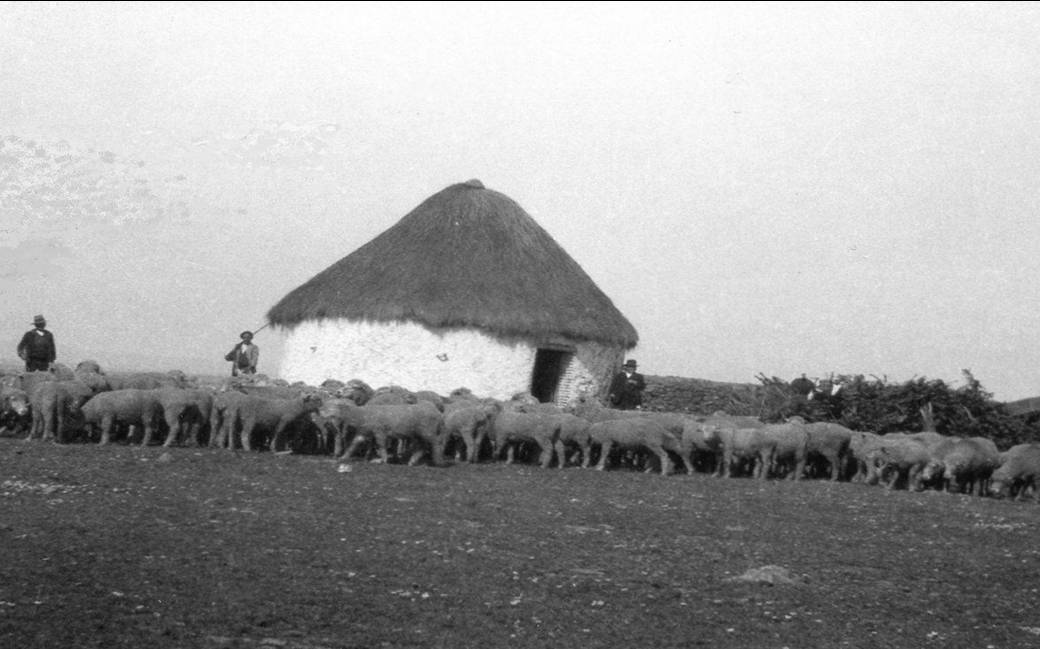
Antiguo chozo, ovejas y pastores.

La cabaña de Cuesta fue una importante cabaña ganadera española de ovejas merinas trashumantes de la montaña oriental leonesa en la primera mitad del siglo XX.

## Propietarios
El primer propietario de la cabaña fue Juan Cuesta Cuesta (1849-1921), administrador de las cabañas de Perales,Miguel-Romero y Montalvo, así como diputado provincial por Badajoz. A su muerte, pasó a ser propiedad de su hijo, Juan Cuesta Fernández (1883-1951), abogado de Villanueva de la Serena.

## Mayorales y pastores
La cabaña de Cuesta tuvo una gran relación con los pueblo de Remolina y Prioro. El primer mayoral fue Bonifacio Álvarez Fernández (1842-1915), natural de Prioro, descendiente de Tejerina y casado en Remolina. Bajó a Extremadura más de cincuenta años seguidos. Le sucedió su hijo Virilo Álvarez Rodríguez (1885-1966), casado con Venancia Rodríguez —nieta del famoso mayoral Francisco Fernández Rodríguez, El Rollo— que dejó el cargo por problemas de salud hacia 1940. Le sucedió Jesús Álvarez de Prioro, sobrino de Virilo, último mayoral de la cabaña, que permaneció en el cargo algunos años más, con el ganado estante en Extremadura. 
Los pastores procedían de los pueblos de la zona, sobre todo Remolina, Prioro y Acebedo. En el libro “Memorias de un zagal. Un viaje a la Extremadura leonesa”, Bonifacio Álvarez Rodríguez relata de modo detallado la vida diaria de los pastores en esta cabaña.

## Ganadería
Parece que las ovejas merinas iniciales procedían de la cabaña de Perales, de la cual fue administrador Juan Cuesta Cuesta. La cabaña se amplió con las ovejas de la cabaña de Montalvo, a la muerte de José Montalvo sin descendencia en 1909, de cuya ganadería también era administrador Juan Cuesta.  Traían a los puertos de montaña de León cuatro rebaños —tres de ovejas y uno de carneros—, unas 5.000 cabezas. Además, mantenía en Extremadura tres rebaños estantes.  
Durante la mayor parte de la guerra civil –mientras estuvo la zona de La Serena en manos del ejército republicano– los rebaños pasaron los inviernos en el norte de Cáceres, cerca de Navalmoral de la Mata. A partir de los años cuarenta el ganado se quedó estante en Extremadura, deshaciéndose la ganadería en los años cincuenta.

## Pastos y otras ubicaciones de la cabaña
Pastos de verano: Ocupaban los puertos de montaña de Acebedo, Lois, Riaño y Puebla de Lillo. Dejaron de subir a los puertos en los años cuarenta.
Invernada: En Extremadura, la cabaña de Cuesta disponía de varias fincas entre el Guadiana y el Zújar, con la gran encomienda de Terrines –que incluía la Sevillana, donde transcurre el libro “Memorias de un zagal. Un viaje a la Extremadura leonesa”, Sietetoriles y otras dehesas–, perteneciente a Esparragosa de Lares. La finca madre de la cabaña estaba en el Quintillo, cerca de Villanueva de la Serena.
Trashumancia: El viaje comenzaba en al montaña de León por la Cañada Real Leonesa Oriental, siguiendo después por vías pecuarias accesorias hasta unirse en el norte de Valladolid con la Cañada Real Leonesa Occidental, que seguía en su trayecto hasta la provincia de Toledo, donde de nuevo se unía a la Cañada Real Leonesa Oriental, por la que ya seguía la ruta hasta La Serena en Badajoz. A partir de 1931 realizaron parte del viaje en ferrocarril –las otras cabañas importantes de la montaña de Riaño no usaron el ferrocarril hasta años más tarde, la cabaña de Rojas/Bornos en 1949 y la cabaña de Perales en 1951–.
Ropería: La Cabaña de Cuesta contrataba la elaboración del pan con panaderos de pueblos cercanos a los puertos de montaña. En Extremadura la cabaña tampoco tenía ropería, dejando los pastores sus enseres, cuando volvían a León, en la casa de Terrines. La elaboración del pan la tenían contratada con un panadero en Orellana la Vieja. 
Esquileo: El esquileo en el primer tercio del siglo XX se realizaba en la propia zona, en la finca el Quintillo.